# Salce
Salce település Spanyolországban,  Zamora tartományban. Salce Villar del Buey, Roelos de Sayago, Monleras és Sardón de los Frailes községekkel határos. Lakosainak száma 85 fő (2024).

## Népesség
A település népessége az utóbbi években az alábbiak szerint változott:
| Lakosok száma | 138  | 127  | 118  | 116  | 110  | 104  | 102  | 96   | 89   | 85   |
|               | 2001 | 2004 | 2007 | 2009 | 2012 | 2014 | 2017 | 2019 | 2022 | 2024 |